# Sinal de mais ou menos

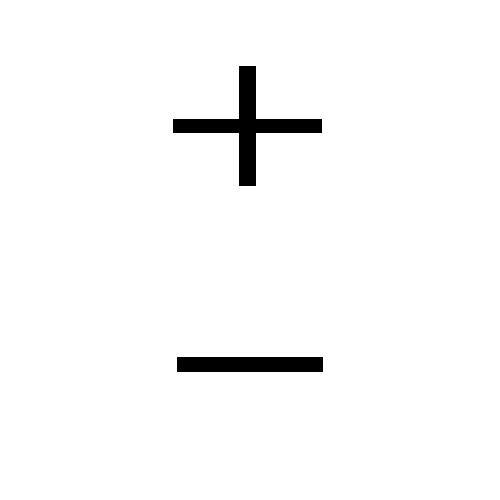
Um sinal de adição sobre um sinal negativo. Útil para polaridades, polaridade ou qualquer coisa bipolar ou bipolar

O sinal de mais ou menos (±) é um símbolo matemático com multiplos significados, e que pode ser usado em diversos campos.
- na matemática, é utilizado para expressar um número que pode ser tanto positivo quanto negativo, ou para simbolizar que pode ser efetuada tanto uma adição (+) quanto uma subtração (−).[1]
- Nas ciências experimentais, o sinal comumente indica o intervalo de confiança ou erro em uma medida, e muitas vezes o desvio padrão. O sinal também pode representar um intervalo inclusivo de valores que uma leitura pode ter.
- Na medicina, significa "com ou sem".[2][3]
- Nas engenharias, o sinal indica a tolerância, que é a faixa de valores considerados aceitáveis, seguros, ou que atendem a alguma norma ou contrato.
- Na botânica, é usado em descrições morfológicas para anotar "mais ou menos".
- Na química, o sinal é usado para indicar uma mistura racémica.
- No xadrez, o sinal indica uma clara vantagem para o jogador branco; o sinal complementar de menos ou mais, ∓, indica a mesma vantagem para o jogador preto.[4]

## História
Uma versão do sinal, incluindo também a palavra francesa ou ("or"), foi usada em seu significado matemático por Albert Girard em 1626, e o sinal em sua forma moderna foi usado já em 1631, no Clavis Mathematicae de William Oughtred.

## Uso
Também é utilizado para expressar um número arredondado, não-exato, associando incerteza ao valor, por exemplo:
m = (62,5 ± 0,1) kg significa que pode ser um valor entre 62,4 kg e 62,6 kg.
O código ASCII do símbolo ± é 241. Portanto, seu atalho no teclado no Windows é Alt + 241. Já seu código Unicode é U+00B1, logo para sistemas Unix, como o Linux, é Ctrl + Shift + 00b1.
Por exemplo, no Ubuntu um sistema operacional construído a partir do núcleo Linux, o atalho no teclado é pressionando Ctrl + Shift + U e depois digitar o código de quatro caracteres 00b1, e pressionar enter.